# 2528 Мьолер
2528 Мьолер (2528 Mohler) — астероїд головного поясу, відкритий 8 жовтня 1953 року.
Тіссеранів параметр щодо Юпітера — 3,185.